# Elihu Abrahams
Elihu Abrahams (Port Henry, 3 de abril de 1927-Los Ángeles, 18 de octubre de 2018) fue un físico teórico estadounidense especializado en física de la materia condensada.

## Biografía
Asistió a la Brooklyn Technical High School y se graduó en 1944. En 1947 recibió su licenciatura y en 1952 su doctorado, con Charles Kittel como asesor de tesis, en la Universidad de California en Berkeley con su tesis Relajación de espín-red en ferromagnética. En 1952-1953 fue investigador asociado en física en UC Berkeley. De 1953 a 1955 fue investigador asociado y en 1955 a 1956 profesor asistente en la Universidad de Illinois en Urbana-Champaign. En 1956 se convirtió en profesor asistente, luego profesor asociado y, en 1964, profesor titular en la Universidad de Rutgers.
De 1979 a 1983 fue presidente del Centro de Física de Aspen.
En 1979, Philip W. Anderson, Donald Licciardello y TV Ramakrishnan publicaron el influyente artículo "Scaling Theory of Localization: Absence of Quantum Diffusion in Two Dimensions" en Physical Review Letters. Conocido a menudo como el "artículo de la banda de los cuatro" en los círculos de la física, los autores propusieron predicciones nuevas y precisas sobre el comportamiento de los electrones en materiales desordenados. En 2003, la Sociedad Estadounidense de Física lo nombró entre los diez artículos más citados publicados en Physical Review.
En 1964, fue elegido miembro de la Sociedad Estadounidense de Física. Fue becario Guggenheim durante el año académico 1986-1987. También fue elegido miembro de la Academia Nacional de Ciencias en 1987 y de la Academia Estadounidense de Artes y Ciencias en 1999. En 2018, recibió el Premio Oliver E. Buckley de Física de la Materia Condensada 2019 por su "investigación pionera en la física de materiales desordenados y conductividad de salto" junto con Alexei L. Efros y Boris I. Shklovskii.

## Publicaciones seleccionadas
- con C. Kittel: Ampliación dipolar de líneas de resonancia magnética en cristales diluidos magnéticamente. Revisión física, 1953. doi 10.1103/PhysRev.90.238
- con A. Miller: Conducción de impurezas en bajas concentraciones. Revisión física, 1960. doi 10.1103/PhysRev.120.745
- con T. Tsuneto: Variación temporal del parámetro de orden Ginzburg-Landau. Revisión física, 1966. doi 10.1103/PhysRev.152.416
- con PW Anderson, DC Licciardello, TV Ramakrishnan : Teoría de localización de escala: ausencia de difusión cuántica en dos dimensiones. Cartas de revisión física, 1979. doi 10.1103/PhysRevLett.42.673
- con PW Anderson, PA Lee, TV Ramakrishnan: Vida útil de las cuasipartículas en metales bidimensionales desordenados. Revisión física B, 1981. doi 10.1103/PhysRevB.24.6783
- con RG Palmer, DL Stein, PW Anderson: Modelos de dinámica jerárquicamente restringida para una relajación vítrea. Cartas de revisión física, 1984. doi 10.1103/PhysRevLett.53.958
- con CM Varma, S. Schmitt-Rink: Excitaciones de transferencia de carga y superconductividad en metales "iónicos". Comunicaciones de estado sólido, 1987. doi 10.1016/0038-1098(87)90407-8
- con SV Kravchenko, MP Sarachik: Comportamiento metálico y fenómenos relacionados en dos dimensiones. Reseñas de Física Moderna, 2001. doi 10.1103/RevModPhys.73.251
- con SY Savrasov, G. Kotliar: Electrones correlacionados en δ-plutonio dentro de una imagen dinámica de campo medio. Naturaleza, 2001. doi 10.1038/35071035
- con Q. Si: Fuertes correlaciones y frustración magnética en las pnictidas de hierro de alta T c. Cartas de revisión física, 2008. doi 10.1103/PhysRevLett.101.076401